# Jan Krejčí (malíř)
Jan Krejčí (* 20. června 1946, Mohelno, jinak též Jan Maria Krejčí) je český malíř a pedagog.

## Biografie
Jan Krejčí se narodil v roce 1946 v Mohelně nedaleko Náměště nad Oslavou, v roce 1969 absolvoval studium výtvarné výchovy na Pedagogické fakultě Masarykovy univerzity pod vedením profesorů Jiřího Hadlače, Oldřicha Hanzla a Igora Zhoře. Posléze začal pracovat na základní škole v Mohelně a Základní umělecké škole v Náměšti nad Oslavou. Po roce 1989 vystavoval v Česku i v zahraničí.
Věnuje se primárně krajinářské tvorbě z okolí Mohelna, věnuje se také miniaturismu nebo figurální tvorbě. V roce 2020 vydal knihu z deníků jeho bratra z roku 1955. Dle Radovana Zejdy je jedním z nejvýznamnějších malířů Českomoravské vrchoviny.

## Výstavy

### Autorské
- 1975–1980, základní škola, Mohelno
- 1975–1980, Klub školství a vědy, Brno
- 1975–1980, Malá galerie, Veverská Bítýška
- 1975–1980, Galerie Ve dvoře, Říčany
- 1975–1980, Obecní úřad, Kralice nad Oslavou
- 1975–1980, Kulturní dům, Zbraslav
- 1975–1980, Kulturní dům, Vysoké Popovice
- 1975–1980, Městské kulturní středisko, Ivančice
- 1975–1980, Kulturní dům, Rajhradice
- 1975–1980, Městské kulturní středisko, Moravský Krumlov
- 1980–1990, Fakultní nemocnice u sv. Anny, kino Jadran, Klub školství a vědy, foyer Národního divadla, Brno
- 1980–1990, Okresní knihovna, Třebíč
- 1980–1990, Okresní knihovna, Židlochovice
- 1980–1990, Místní knihovna, Rajhrad
- 1980–1990, Kulturní středisko, Sloup
- 1980–1990, Malá galerie, Veverská Bítýška
- 1980–1990, Zámek, Rudolec
- 1980–1990, Kulturní dům, Padochov
- 1980–1990, Obecní úřad, Kralice nad Oslavou
- 1980–1990, Kulturní dům, Adamov
- 1980–1990, Dům kultury, Luhačovice
- 1980–1990, Městské kulturní středisko, Moravský Krumlov
- 1980–1990, Městské kulturní středisko, Ivančice
- 1980–1990, Galerie Pod Klucaninou, Tišnov
- 1980–1990, Kulturní dům, Břeclav
- 1985, Výstavní síň Okresního kulturního střediska, Třebíč, (Jan Krejčí: Obrazy, kresby)
- 1990, Výstavní síň Okresního kulturního střediska, Třebíč (Jan Krejčí: Kresby)
- 1990–2000, Zámek, Slavkov
- 1990–2000, Klášterní galerie, Rajhrad
- 1990–2000, Galerie Ve dvoře, Říčany
- 1990–2000, Okresní muzeum, nemocniční pavilon, Ivančice
- 1990–2000, Kulturní dům, Chudčice
- 1990–2000, Galerie Doma, Kyjov
- 1990–2000, Stará radnice, Náměšť nad Oslavou
- 1990–2000, Obecní úřad, Jaderná elektrárna Dukovany, Dukovany
- 1990–2000, Jamborův dům, Tišnov
- 1990–2000, Galerie Knížecí dům, Moravský Krumlov
- 1990–2000, Galerie ČSOB, Olomouc
- 1990–2000, Obecní úřad, Kralice nad Oslavou
- 1990–2000, Fond Třebíč, Třebíč
- 1991, Piazza S. Francesco Di Paloa, Řím
- 1992, Kulturní dům, Adamov
- 1992, Štukový sál, Mikulov
- 1993, Kulturní dům Elektra, Luhačovice
- 1994, Na Kajetánce, Praha
- 1995, Moravské zemské muzeum, Brno
- 1995, Muzeum, Ivančice
- 1996, Zámeček, Brno-Řečkovice
- 2016, Galerie Ladislava Nováka, Třebíč (Jan M. Krejčí: Obrazy)

### Kolektivní
- 1970, Mestna galerija Piran, Piran (Sodobna češkoslovaška umetnost)
- 1970, Mestna galerija Ljubljana, Lublaň (Sodobna češkoslovaška umetnost)
- 1970, Salon ULUH, Záhřeb (Sodobna češkoslovaška umetnost)
- 1984, 1985, 1988, zámek, Jaroměřice nad Rokytnou
- 1986, 1988, Galerie pod Klucaninou, Tišnov
- 1987, Galerie Stará radnice, Náměšť nad Oslavou (Šperky a obrazy)
- 1988, Malovaný dům, Třebíč
- 1990, 1991, Flora, Olomouc
- 1990, Kulturní dům, Moravská Třebová
- 1991, Arboretum, Opava